# 遵义城头霞光闪
《遵义城头霞光闪》，韩笑作词，时乐濛作曲。這首歌曲講述的是遵義會議。
该歌曲在1964年的大型音乐舞蹈史诗《东方红》为混声合唱，位于第三场《万水千山》。